# Halukka
O halukka (em hebraico:  החלוקה) consiste numa distribuição organizada e colecta de fundos para os residentes do Yishuv haYashan na Terra Santa, organizados em Kolelim. Judeus simpatizantes na Diáspora constituíam-se num comité, presidido por άum gabbai, que supervisionava a colecta na sua cidade ou distrito, remetendo o dinheiro semi-anualmente aos "minahalim" (líderes) apropriados em Jerusalém, que depois a distribuíam entre os necessitados, com precedência para os instruídos, idosos, desamparados, viúvas e órfãos. O sistema não foi abolido com a fundação do Estado de Israel em 1948, sendo continuado pelos Judeus Ortodoxos, como Kolel Shomrei HaChomos, Kolel Chibas Yerushalayim e Kollel Zibenbergen. Na realidade, novos fundos foram mesmo instituídos, como o Tomchei Yotsei Anglia que apoia académicos originários de Inglaterra.a
Muitas pessoas se manifestam sobre a referencia dada a esse tipo de consideração, mais poucas sabem do que realmente se trata o verdadeiro espirito do Halukka